# Mohammed Al-Rawahi
Mohammed Faraj Abdullah Al-Rawahi (arab. محمد بن فرج الرواحي; ur. 26 kwietnia 1993 w Maskacie) – omański piłkarz grający na pozycji obrońcy. Od 2018 jest zawodnikiem klubu Al-Wakrah SC.

## Kariera piłkarska
Swoją karierę piłkarską Al-Rawahi rozpoczął w klubie Al-Seeb Club, w którym w 2012 roku zadebiutował w pierwszej lidze omańskiej. Jesienią 2013 odszedł do Dhofar Salala, a na początku 2014 został zawodnikiem Al-Nasr Salala. W sezonie 2015/2016 grał w Al-Nahda, a w sezonie 2016/2017 w Gironie B. W sezonie 2017/2018 ponownie był zawodnikiem Al-Nahda Club. Latem 2018 przeszedł do katarskiego Al-Wakrah SC.

## Kariera reprezentacyjna
W reprezentacji Omanu Al-Rawahi zadebiutował 24 marca 2016 w wygranym 2:0 meczu eliminacji do MŚ 2018 z Guamem. W 2019 roku został powołany do kadry na Puchar Azji.